# Midibus

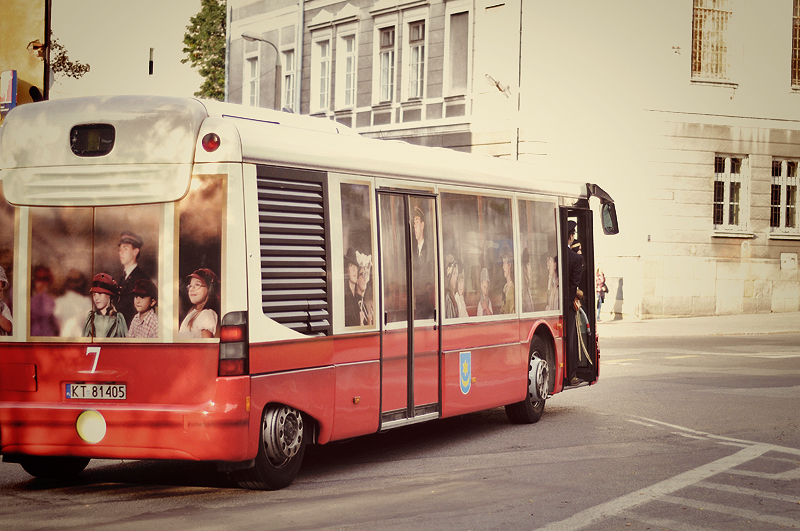
Midibus vom Typ Mercedes-Benz Cito O 520 in Tarnów

Ein Midibus ist ein Linienbus, der eine Länge von rund acht bis zehn Metern aufweist und damit um zwei bis vier Meter kürzer als ein gewöhnlicher Standardbus ist. Fahrzeuge dieser Art haben seit den 1980er Jahren vor allem im Linienverkehr in kleineren Städten und in Randgebieten großer Städte Verbreitung gefunden. Reisebusse in dieser Größe werden als Clubbusse bezeichnet.

## Geschichte

### Schweiz

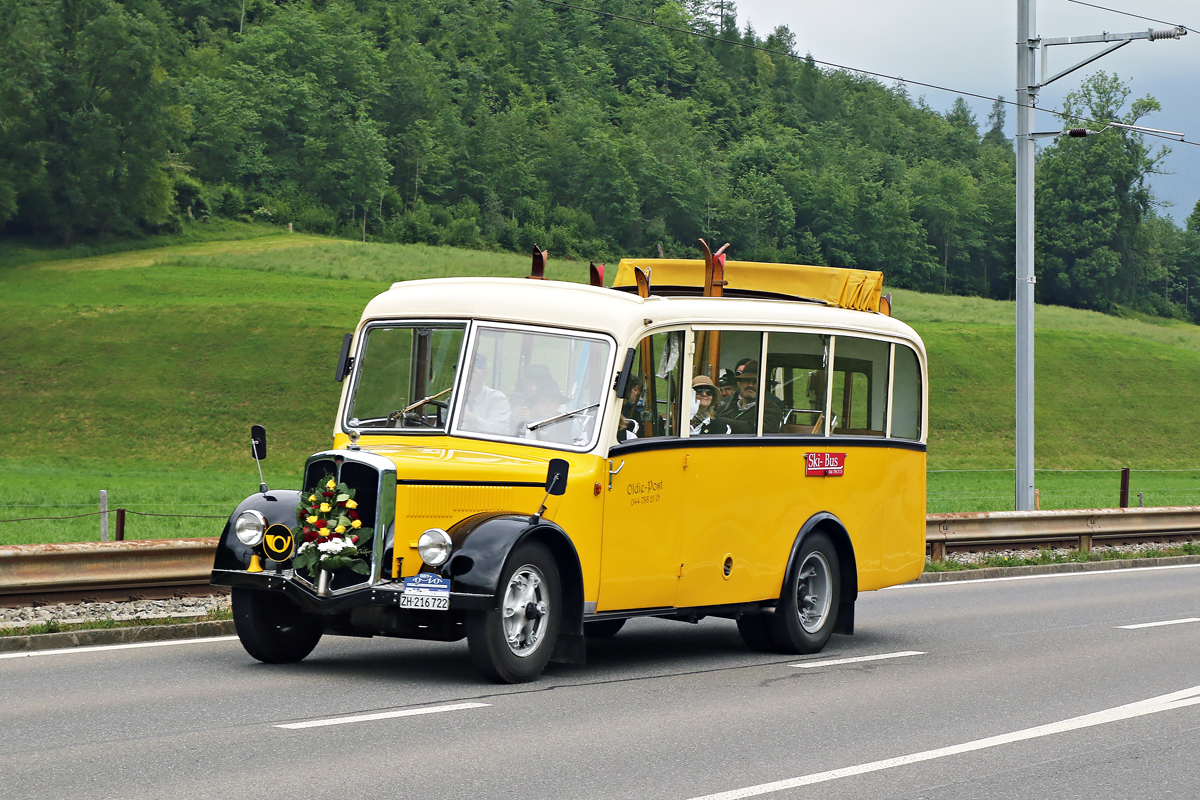
Früher Midibus von Berna aus den späten 1940er Jahren

Postauto bzw. deren Vorgängerunternehmen PTT in der Schweiz kannte seit jeher verschiedene Baugrößen für Busse, wobei neben der geforderten Beförderungskapazität vor allem auch der Ausbaugrad der Strassen entscheidend war, welche Fahrzeuge auf welchen Linien zum Einsatz kamen.
Die Baugrößen der PTT waren wie folgt abgegrenzt:
- Größe I: Länge bis 7,0 m
- Größe II: Länge ca. 8,0 m, Breite 2,30 m[2]
- Größe III: Länge 9,0–10,0 m, Breite 2,30 m
- Größe IV: Länge 11 m, Breite 2,30 m[3]
- Größe V: Länge 12 m, Breite 2,50 m[3]

Die Breiteneinschränkung der Baugrößen I bis III war auch dem Umstand geschuldet, dass die Höchstbreite für Fahrzeuge auf Nebenstrassen in der Schweiz noch bis 1994 2,30 m betrug.
Die Baugrößen I, II und III entsprechen dabei grundsätzlich dem, was heute unter Midibus verstanden wird und die Baugrößen IV und V entsprechen Solobussen. Während die Baugröße I mit der Zeit nicht mehr verwendet bzw. durch Minibusse verdrängt wurde, stellten die Schweizer Bushersteller bis zuletzt Fahrzeuge der Baugrößen II und III her, wobei sich spätestens in den 1990er Jahren der Begriff Midibus etablierte.

## Konstruktion

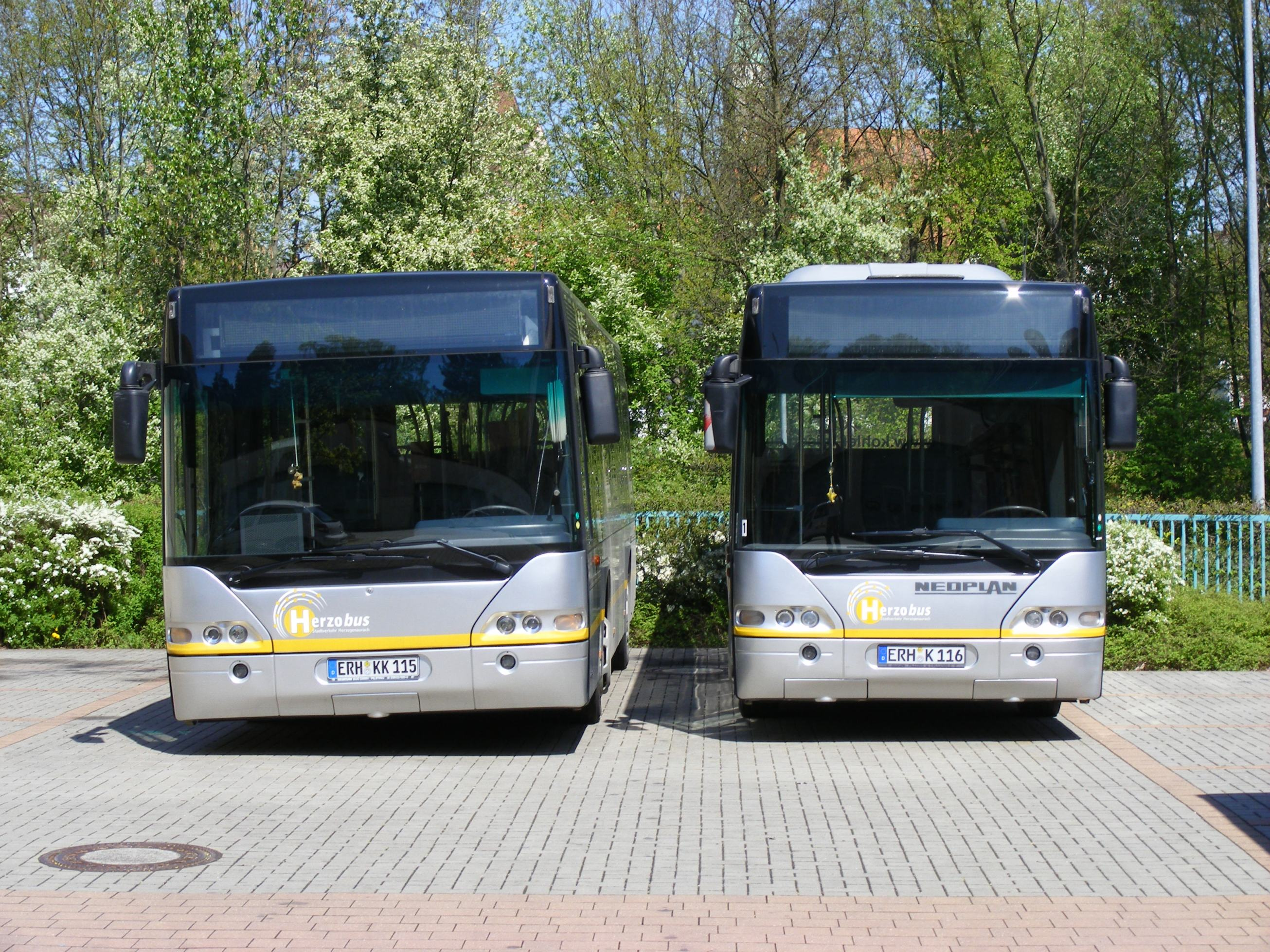
Midibusse in zwei verschiedenen Breiten, aber gleicher Optik

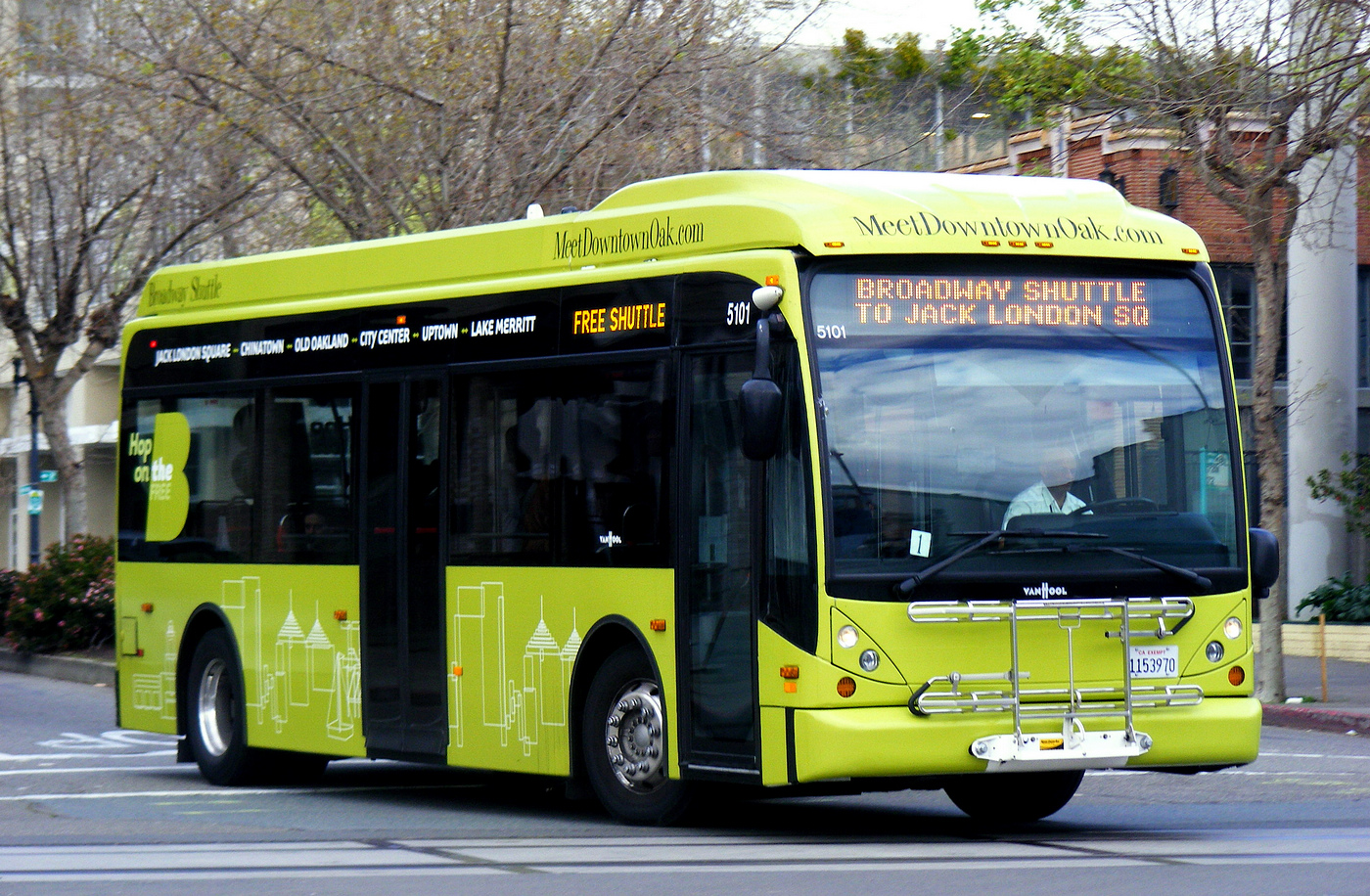
Ein Van Hool A300 K für den nordamerikanischen Markt mit deutlich verkürzten Überhängen an Front und Heck

Größenordnung und Platzangebot eines Midibusses liegen oberhalb von Minibussen, aber immer noch deutlich unterhalb von Standardbussen mit etwa zwölf Metern Länge. Die Länge liegt zwischen 8 und 10½ Metern, die Beförderungskapazität bei 35 bis 85 Personen.
| Größenvergleich Linienbusse | Größenvergleich Linienbusse | Größenvergleich Linienbusse | Größenvergleich Linienbusse | Größenvergleich Linienbusse |
| Fahrzeug                    | Länge in Metern             | Sitzplätze                  | Kapazität in Personen       | Motorlage                   |
| --------------------------- | --------------------------- | --------------------------- | --------------------------- | --------------------------- |
| Minibus                     | 06,0–8,5                    | 13–22                       | 020–35                      | Front                       |
| Midibus                     | 08,5–10,5                   | 20–30                       | 035–85                      | Heck                        |
| Solobus                     | 10,6–12,0                   | 35–40                       | 85–105                      | Heck                        |

Die Midibusse können dabei in zwei verschiedene Baugrößen eingeteilt werden.
Die größeren Baureihen (Midibusse im weiteren Sinn) sind verkürzte Standardlinienbusse mit einer Breite von 2,55 Meter, bei denen der Mittelteil zwischen Vorderachse und der zweiten Türe um etwa zwei Sitzreihen kürzer ist und sonst keine konstruktiven Unterschiede bestehen.
Die kleineren Baureihen (Midibusse im engeren Sinn) sind eigens als Midibus konstruiert. Die Breite beträgt zwischen 2,30 und 2,45 Meter, wodurch diese Busse bei engen Straßenverhältnissen (Innenstädte, Bergstrecken, Nebenstraßen etc.) eingesetzt werden können, auf denen reguläre Busse nicht oder nur erschwert verkehren können. Zusätzlich zur reduzierten Breite werden meist die Überhänge vorn und hinten verkleinert. Häufig werden auch bei diesen Bussen viele Bauteile der Standardbusse übernommen. Teilweise werden bei diesen Baureihen statt der üblichen Doppelbereifung nur Single-Bereifungen auf der Hinterachse eingesetzt, um eine geringere Achsbreite zu erreichen.
1981 hatte sich in Deutschland ein Arbeitskreis Standard-Kleinbus gebildet, der aus Vertretern des Bundesverbandes Deutscher Omnibusunternehmer (BDO), des Verbandes Öffentlicher Verkehrsbetriebe (VÖV), des Bundesverbands Deutscher Eisenbahnen (BDE) sowie der Deutschen Bundesbahn (DB) bestand. Ziel war eine Typenempfehlung für einen Standard-Linien-Kleinbus (SK I) zu erarbeiten, ähnlich der Typenempfehlung für den Standard-Linienbus (SL I). Nach der vorläufigen Typenempfehlung baute des Omnibushersteller Gottlob Auwärter unter seinem Markennamen Neoplan solchen 7,75 m langen Kleinbus, der im Februar 1983 an die Dürener Kreisbahn GmbH (DKB) geliefert wurde.
Allen Midibussen ist gemein, dass sie sich vor allem optisch und vielfach auch konstruktiv stark an den Standardbussen des jeweiligen Herstellers orientieren. Übernommen werden etwa Scheinwerfer, Stoßfänger, Rückleuchten, Seitenscheiben, Türen, Innenausstattung und die Motoreinbaulage im Heck.
Das wesentliche Kriterium zur Abgrenzung gegenüber den Minibussen ist, dass diese in der Regel auf Kleintransportern mit Frontmotor aufbauen.
Eine technisch ähnliche Konstruktion für Fernreisen stellen Clubbusse dar.

## Marktposition

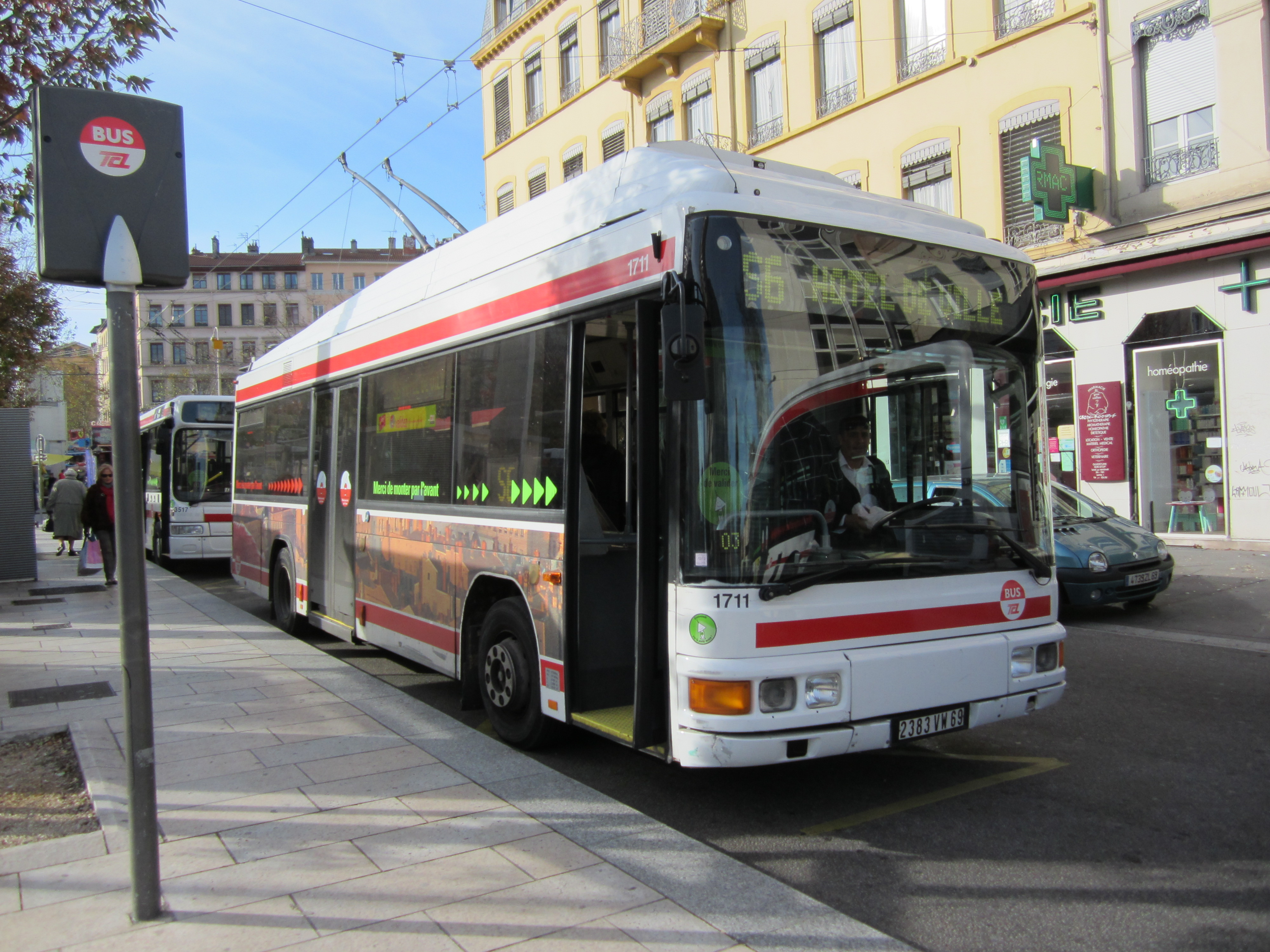
Sehr selten sind Midi-Oberleitungsbusse, hier ein 9,6 Meter langer Wagen in Lyon

Wirtschaftlich gesehen ist der Vorteil eines Midibusses gegenüber einem Standardbus offenbar nicht sehr groß. Zwar lagen die Anschaffungskosten (2004) mit rund 220.000 Euro rund 50.000 Euro niedriger als bei Standardbussen. Doch die Kosten pro Einsatzstunde lagen rein rechnerisch bei 42 Euro gegenüber 45 Euro beim Standardbus.
Neben dem Bemühen, Größe und Kosten des Fahrzeugs der Nachfrage anzupassen (betrifft vor allem die größeren Baureihen) liegt der wesentliche Grund für die Anschaffung der Midibusse der kleineren Baureihen vor allem in den geringeren Abmessungen und der höheren Wendigkeit, was etwa in Gebirgstälern oder engen Altstadtgassen von Vorteil sein kann. Einen Sonderfall stellen verkleinerte Oberleitungsbusse in Lyon dar, wo einzelne Abschnitte nicht von Fahrzeugen in Normgröße befahren werden können und der elektrische Betrieb beibehalten werden soll.

## Hersteller und Modelle

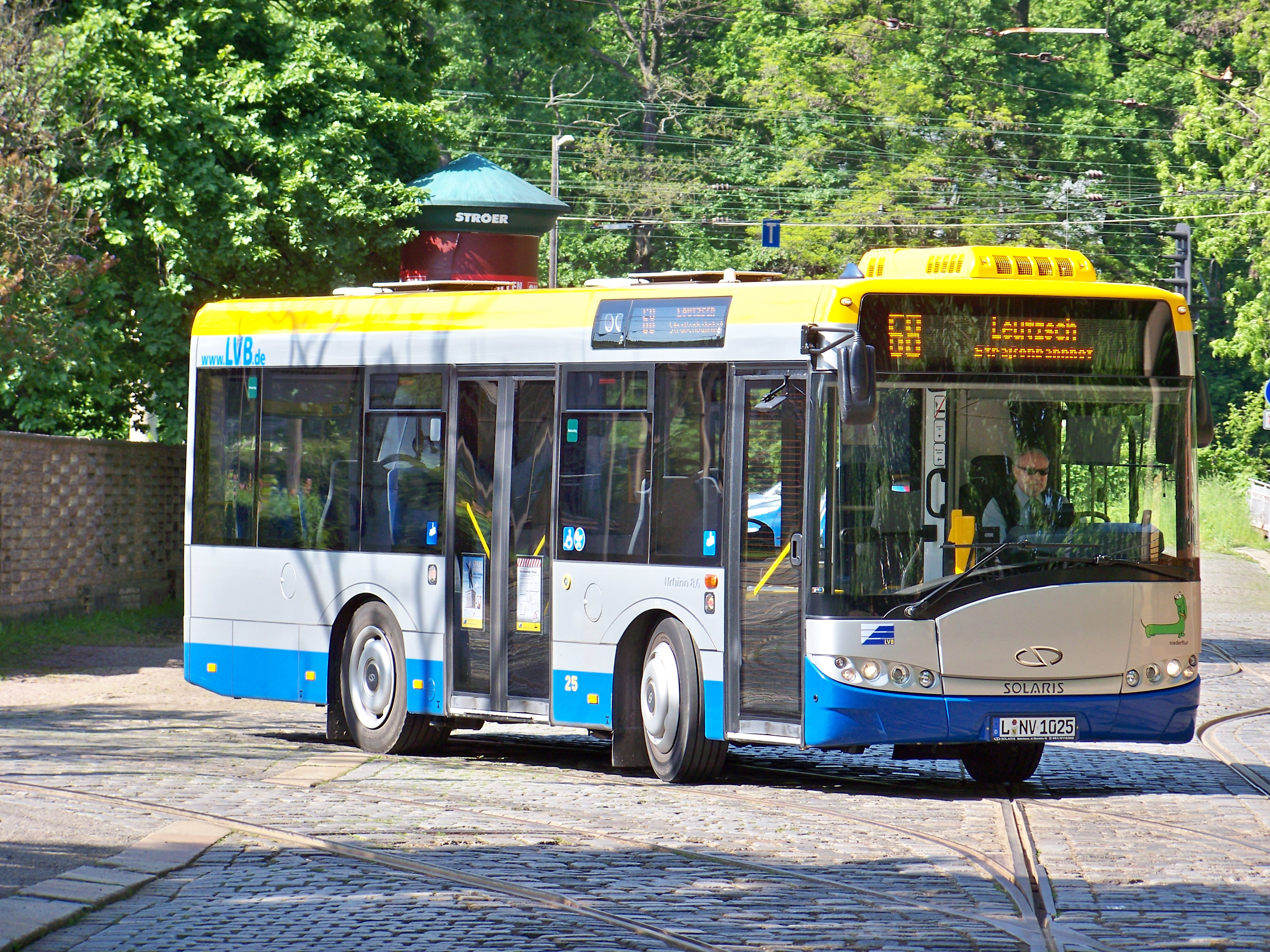
Solaris-Midibus vom Typ Alpino 8.6 in Leipzig

Größere Midibus-Modelle sind beispielsweise der Citaro K von EvoBus, der MAN Lion’s City M und der Volvo 7900 10,6 m. Zu den Vertretern der kleineren Baugröße gehören der Solaris Alpino, Solaris Urbino 8.9 LE, der Heuliez GX137, der Van Hool NewA309 sowie der Hess SwissAlpin. Die bis 2003 hergestellten Neoplan Centroliner und Mercedes-Benz Cito waren zeitweise in den deutschsprachigen Ländern weitverbreitet, sind auf Grund ihres Alters heute allerdings nahezu verschwunden.
Neben Solaris Bus & Coach aus Polen gibt es weitere osteuropäischer Modelle wie den ungarischen Ikarus 405 oder den russischen PAZ-3237, die als echte Midibusse bezeichnet werden können. In Großbritannien sind oftmals Midibusse der Marken Optare, Wrightbus und Alexander Dennis (ADL) im Einsatz, insbesondere der Dennis Dart war zwischenzeitlich weitverbreitet. Es gibt auch mehrere türkische und asiatische Hersteller von Midibussen der kleineren Baureihen, ob diesen der Markteintritt in Europa gelingt, bleibt abzuwarten. Diesbezüglich ist zu erwarten, dass der Transformationsprozess zu elektrisch angetriebenen Linien-Bussen eine Rolle spielen wird.